# The Rounders (serie televisiva)
The Rounders è una serie televisiva statunitense in 17 episodi trasmessi per la prima volta nel corso di una sola stagione dal 1966 al 1967. È basata sul romanzo di Max Evans The Rounders e sul film Gli indomabili dell'Arizona (The Rounders, 1965).
È una commedia western incentrata sulle vicende di due cowboy in un ranch in Texas interpretati da Ron Hayes, nel ruolo di Ben Jones, e Patrick Wayne (figlio di John Wayne), nel ruolo di Howdy Lewis.

## Personaggi e interpreti
- Ben Jones (17 episodi, 1966-1967), interpretato da Ron Hayes.
- 'Howdy' Lewis (17 episodi, 1966-1967), interpretato da Patrick Wayne.
- Jim Ed Love (17 episodi, 1966-1967), interpretato da Chill Wills.
È il proprietario del ranch.
- Jed (2 episodi, 1966-1967), interpretato da G.D. Spradlin.
- Cousin Fletch (2 episodi, 1966), interpretato da Strother Martin.
- Orville (2 episodi, 1966), interpretato da Hal Smith.
- Dottore (2 episodi, 1966), interpretato da Robert Williams.
- Ada, interpretata da Bobbie Jordan.
È la fidanzata di Howdy.
- Sally, interpretato da Janis Hansen.
È la fidanzata di Ben.
- Shorty Dawes, interpretato da Jason Wingreen.
- Regan, interpretato da Walker Edmiston.
- Vince, interpretato da J. Pat O'Malley.
- Luke, interpretato da James Brown.

## Produzione
La serie fu prodotta da MGM Television Le musiche furono composte da Jeff Alexander. Tra le guest star Zsa Zsa Gábor e Harry Carey Jr..

### Registi
Tra i registi della serie sono accreditati:
- Hollingsworth Morse in 8 episodi (1966-1967)
- Alexander Singer in 4 episodi (1966)
- Tom Gries in 2 episodi (1966)
- Allen Reisner in 2 episodi (1966)

### Sceneggiatori
Tra gli sceneggiatori della serie sono accreditati:
- Max Evans in 17 episodi (1966-1967)
- Marion Hargrove in 2 episodi (1966)

## Distribuzione
La serie fu trasmessa negli Stati Uniti dal 6 settembre 1966 al 3 gennaio 1967 sulla rete televisiva ABC. In Italia è stata trasmessa con il titolo Gli uomini della prateria.
Alcune delle uscite internazionali sono state:
- negli Stati Uniti il 6 settembre 1966 (The Rounders)
- in Germania Ovest (Diese Pechvögel)

## Episodi
| Stagione       | Episodi | Prima TV USA |
| -------------- | ------- | ------------ |
| Prima stagione | 17      | 1966-1967    |